# Jan Trębski
Jan Trębski (ur. 1 sierpnia 1926 w Słupi, zm. 6 lutego 2016) – polski samorządowiec, nauczyciel i działacz oświatowy, honorowy obywatel Piastowa (1987).

## Życiorys
Był absolwentem Liceum Pedagogicznego w Łowiczu z 1950 roku, po którego ukończeniu pracował jako nauczyciel w  tymże mieście. Od 1954 roku był inspektorem w Wydziale Oświaty Prezydium Powiatowej Rady Narodowej w Łowiczu, a od 1955 pełnił funkcję inspektora w Zespole Oświaty Ministerstwa Kontroli Państwowej w Warszawie. W 1957 roku powrócił do pracy nauczycielskiej. Był kierownikiem Młodzieżowego Domu Kultury, dyrektorem Zasadniczej Szkoły Zawodowej oraz wicedyrektorem Zespołu Szkół Chemicznych w Piastowie.
W latach 1963–1964 piastował funkcję przewodniczącego Prezydium Miejskiej Rady Narodowej w Piastowie, był również radnym Miejskiej Rady Narodowej w Piastowie, piastując mandat przez dwie kadencje.

## Wybrane odznaczenia
- Krzyż Kawalerskim Orderu Odrodzenia Polski[1],
- Złoty Krzyż Zasługi[1],
- Srebrny Krzyż Zasługi[1],
- Medal Komisji Edukacji Narodowej[1]
- Medal 40-lecia Polski Ludowej[1]